# 日本中国語学会
日本中国語学会（にほんちゅうごくごがっかい、英語: The Chinese Linguistic Society Of Japan (CLSJ)）は、日本の学術研究団体の一つ。

## 概要
1946年10月20日設立。学術研究団体としての種別は単独学会。
中国語学や関連諸領域の研究を通して言語の科学的研究と中国語教育に貢献することを目的として設立された。
国際活動としては「国際会議開催支援積立金」を設け、会員が主体となって開催する国際会議に対する支援を行っている。具体例として2019年度に神戸市外国語大学で開催された国際中国言語学学会世界大会に対する支援を行った。

## 沿革
- 1946年 - 中国語学研究会設立。
- 1978年 - 中国語学会に改称。
- 1989年 - 日本中国語学会に改称。

## 刊行物

### 中国語学
- 誌名（和文）：中国語学
- 誌名（欧文）：Chuugoku Gogaku: Bulletin of the Chinese Linguistic Society of Japan
- 創刊年：1947
- 資料種別：ジャーナル（査読付き論文を含む）
- 使用言語：その他
- 発行形態：印刷体
- 著作権帰属先：学会
- クリエイティブコモンズ：定めていない
- 購読：有料

### 日本中国語学会会報
- 誌名（和文）：日本中国語学会会報
- 誌名（欧文）：-
- 創刊年：1947
- 資料種別：その他
- 使用言語：日本語のみ
- 発行形態：印刷体
- 著作権帰属先：学会
- クリエイティブコモンズ：定めていない
- 購読：無料